# Arvière-en-Valromey
Arvière-en-Valromey ist eine französische Gemeinde mit 715 Einwohnern (Stand 1. Januar 2022)  im Département Ain in der Region Auvergne-Rhône-Alpes. Sie gehört zum Arrondissement Belley und zum Kanton Plateau d’Hauteville.
Sie entstand als Commune nouvelle mit Wirkung vom 1. Januar 2019, indem die bisherigen Gemeinden Brénaz, Chavornay, Lochieu und Virieu-le-Petit fusioniert wurden und in der neuen Gemeinden den Status einer Commune déléguée haben. Der Verwaltungssitz befindet sich im Ort Virieu-le-Petit.

## Geografie
Die 40,99 km² umfassende Gemeinde Arvière-en-Valromey liegt im Osten der Landschaft Bugey und nimmt den Großteil der Montagne du Grand Colombier, einem der südwestlichsten Ausläufer des Jura und dessen Westhänge ein, 37 Kilometer östlich von Ambérieu-en-Bugey. Der höchste Punkt im Gemeindegebiet ist der 1531 m hohe Gipfel des Grand Colombier. Nahe dem Gipfel verläuft die Passstraße über den 1501 m hohen Col du Grand Colombier, der seit 2012 schon mehtmals auf dem Programm der Tour de France stand. Nachbargemeinden sind Haut Valromey im Norden, Corbonod im Nordosten, Anglefort im Osten, Culoz und Béon im Südosten, Talissieu im Süden, Artemare und Valromey-sur-Séran im Südwesten sowie Champagne-en-Valromey im Westen.

## Bevölkerungsentwicklung
| Jahr                                                            | 1962 | 1968 | 1975 | 1982 | 1990 | 1999 | 2011 | 2020 |
| Einwohner                                                       | 652  | 577  | 512  | 578  | 618  | 632  | 704  | 712  |
| Quellen: Cassini und INSEE; bis 2011 Addition der Teilgemeinden |      |      |      |      |      |      |      |      |

## Sehenswürdigkeiten
- Kirche Saint-Pierre im Ortsteil Virieu-le-Petit
- Himmelfahrtskirche im Ortsteil Lochieu
- Kirche Saint-André im Ortsteil Chavornay
- Verkündigungskirche im Ortsteil Brénaz

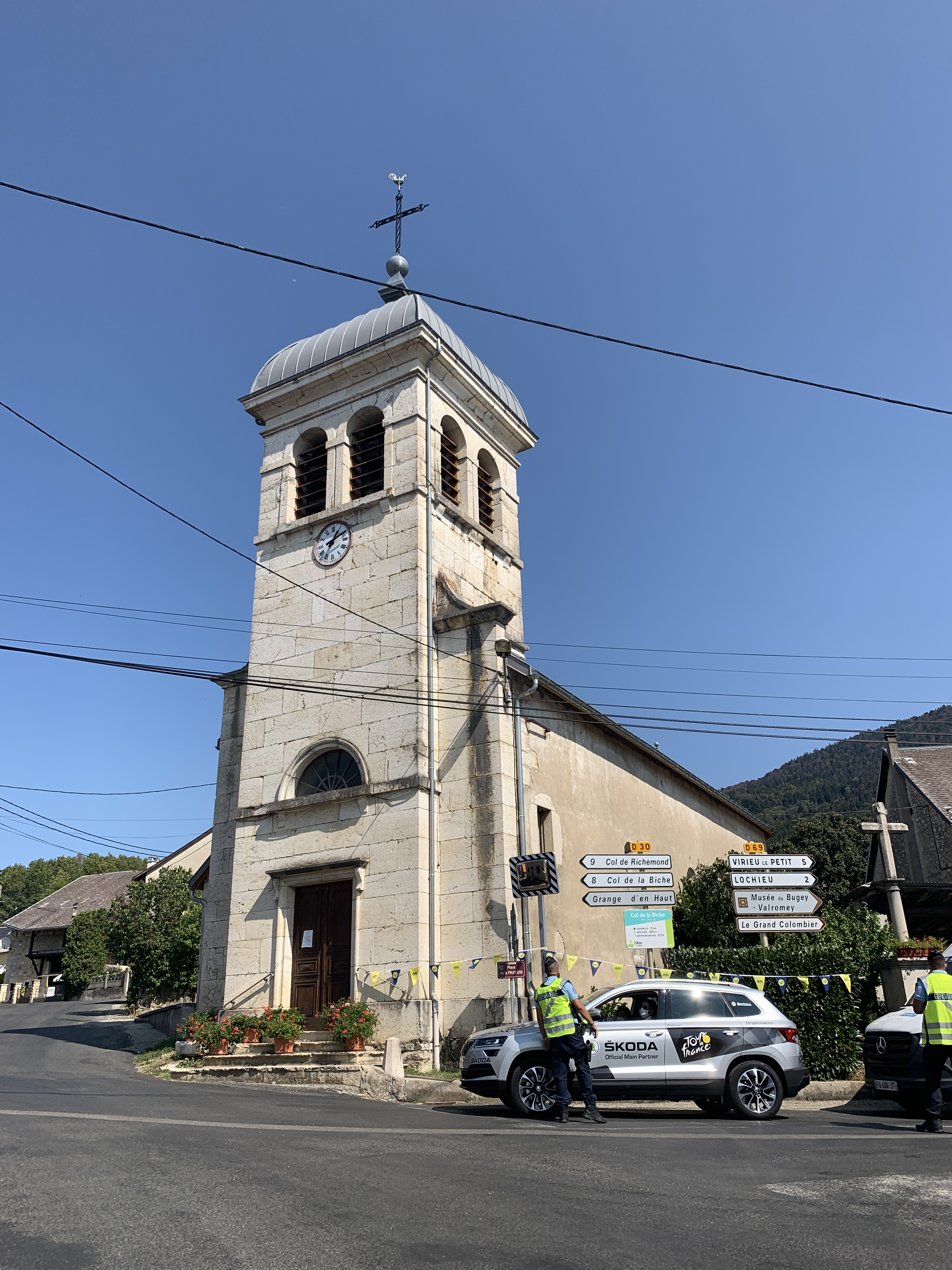
Verkündigungskirche
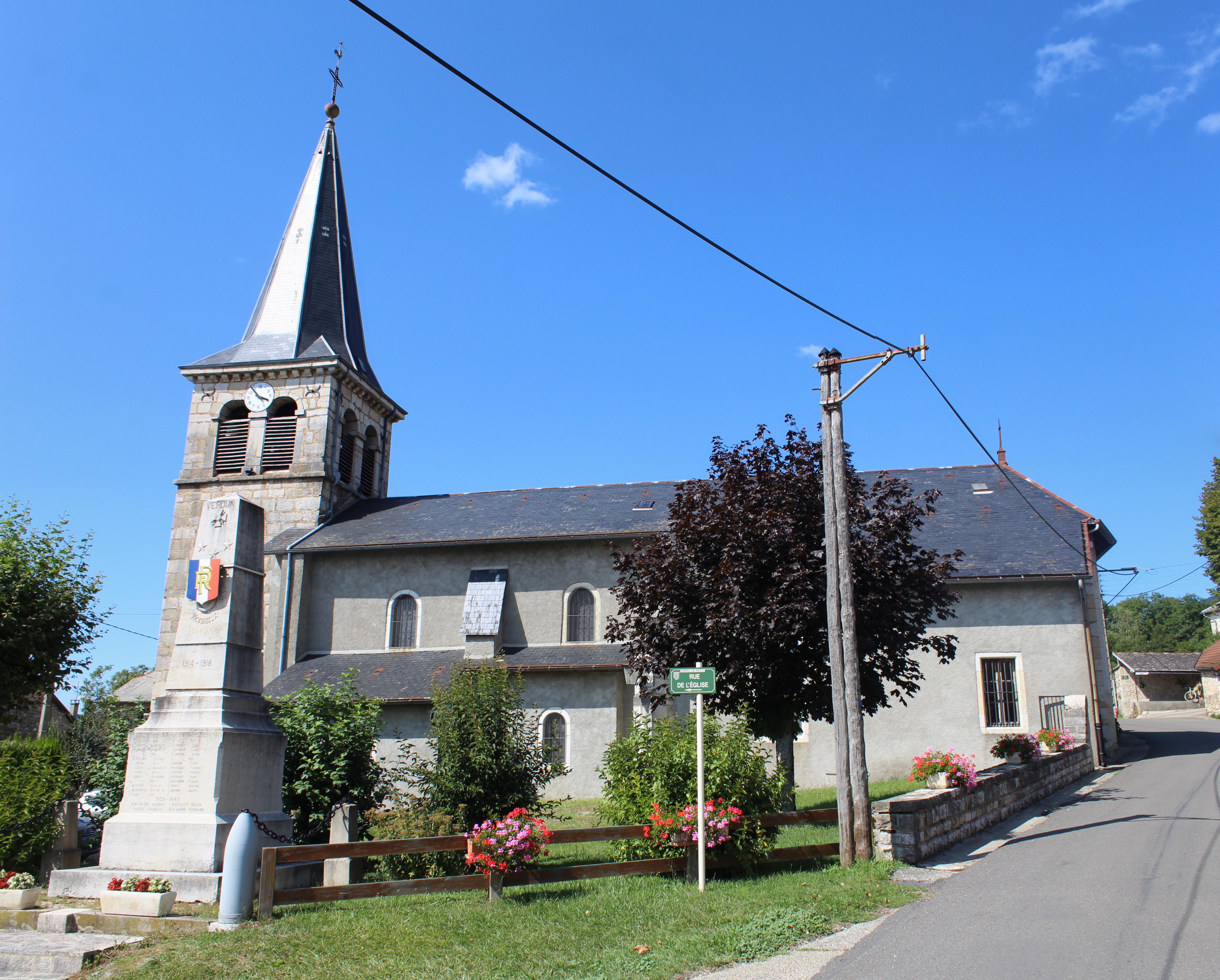
Kirche Saint-Pierre
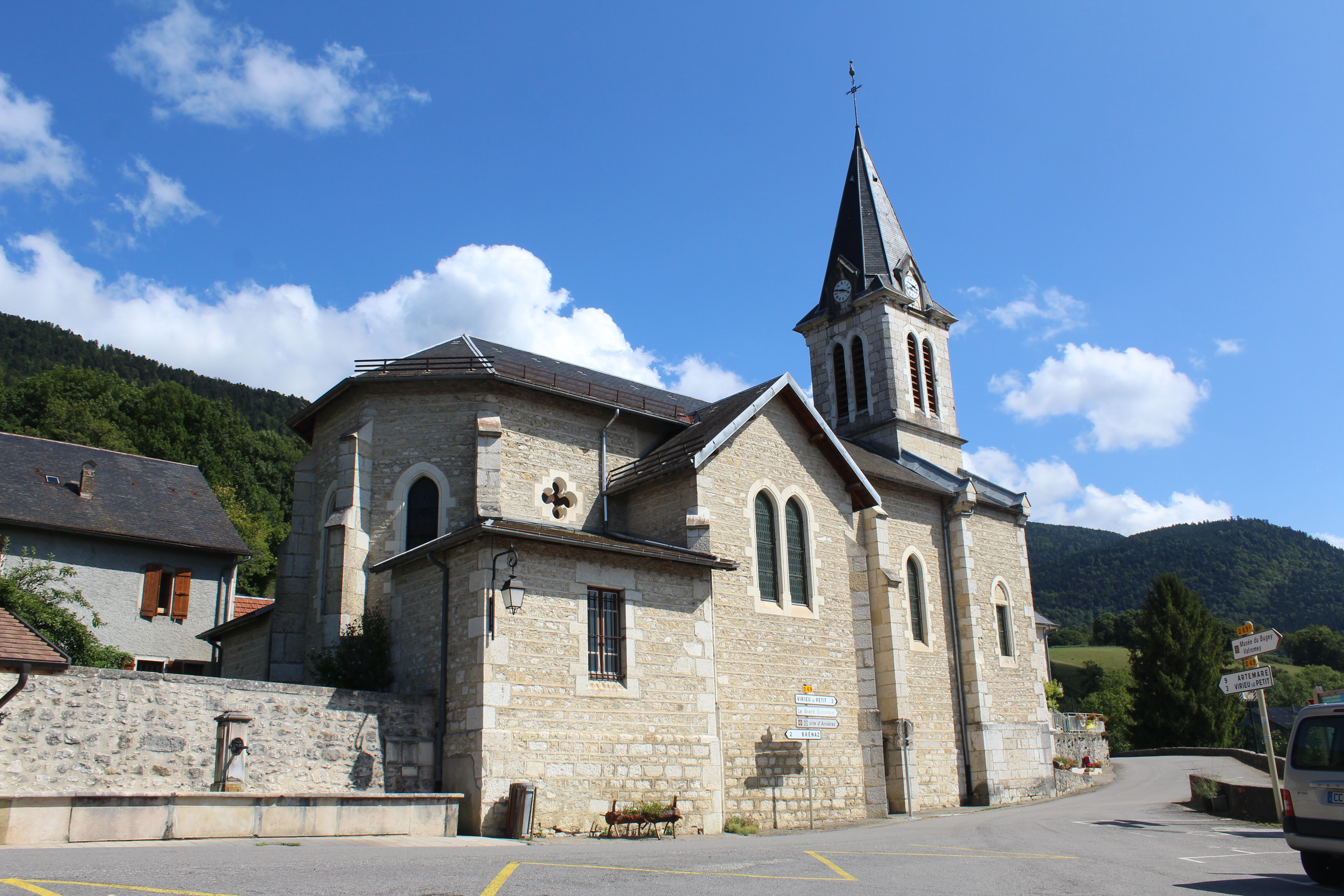
Himmelfahrtskirche
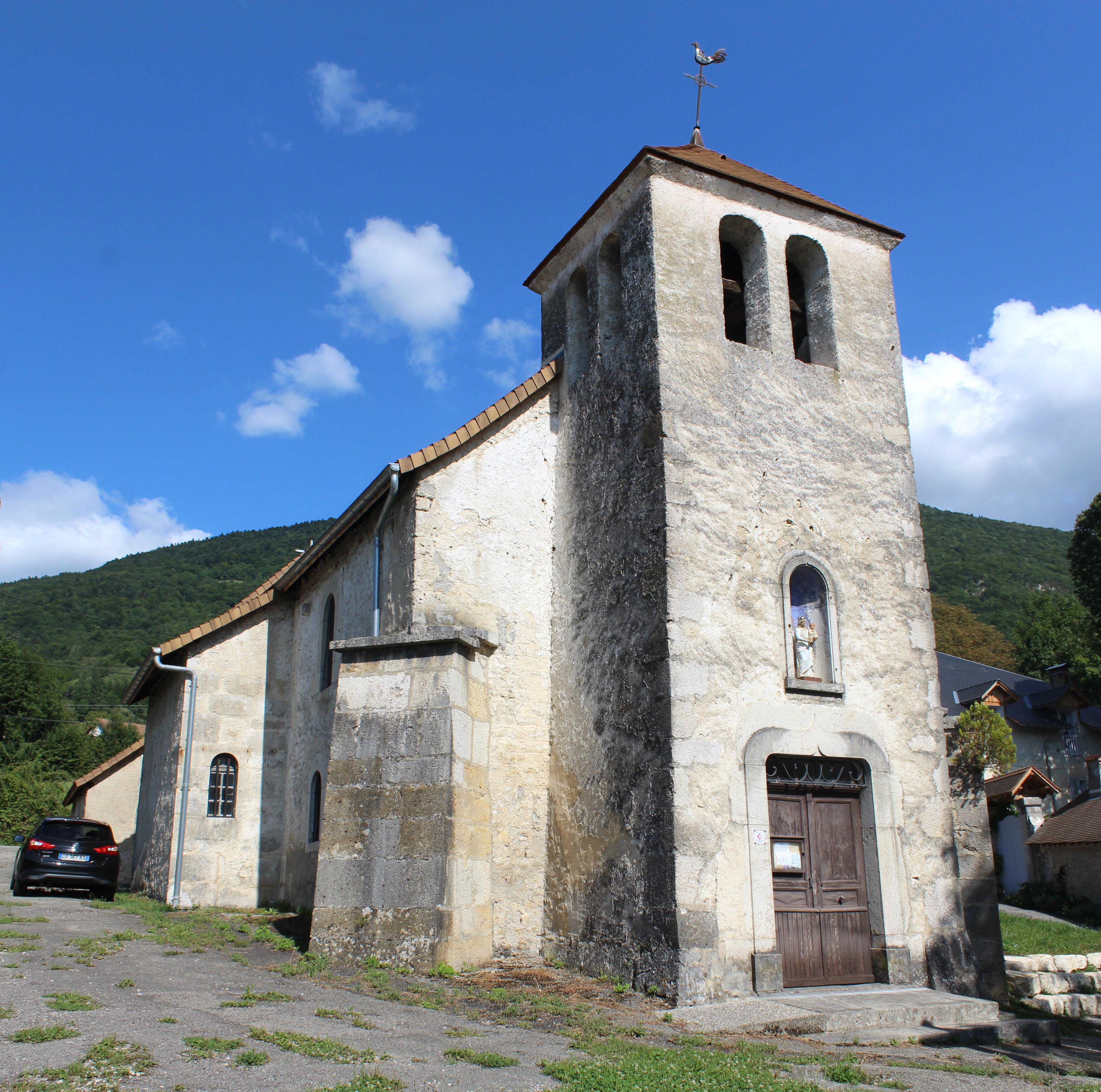
Kirche Saint-André